# 마츠자키 시게루
마츠자키 시게유키(松崎 茂幸, 1949년 11월 19일 ~)는 마츠자키 시게루(松崎 しげる)라는 예명으로 활동하는 일본의 가수이자 배우이다. 서구권에서 주로 《괴혼》 사운드트랙 참여, 《네리마 다이콘 브라더스》의 주제가 가창과 주인공 목소리, 《코브라》의 극장판 주인공 역할로 알려져 있다.
왼손잡이로, 베이스나 기타를 연주할 때 그의 현악기는 주로 낮은 E 현이 아래쪽에 오도록 조율되어 있는 것을 볼 수 있다. 또한 인기 음악 그룹 모모이로 클로버 Z와 협업한 바 있다.
야구 팬이기도 하다. 1979년 일본 프로야구 팀 사이타마 세이부 라이온스가 도코로자와로 연고지를 옮긴 뒤에 사용된 주제가를 불렀다. 주간 베이스볼과의 인터뷰에서 그는 "세이부 돔에서 그물 뒤에 앉아 위스키를 마시는 것을 좋아했다"고 말했다.

## 방송
- 바부리샤스로드 ~형님과 내 이야기~
- 휴대폰 형사 제니가타 메이
- 휴대폰 형사 제니가타 카이

## 영화
- 데드 스시 (2012년) - 사와다 역
- 휴대폰 형사 극장판 3 (2011년)
- 휴대폰 형사 - 제니가타 메이 (2009년) - 마츠야마 형사 역
- 휴대폰 형사 극장판 2 (2007년)
- 기묘한 이야기 - 1990~92년 시리즈 (1990년)
- 상남폭주족 (1987년)
- 코브라 스페이스 어드벤처 (1982년) - 코브라 역

## 방송
- 2023년 WOWOW 《TROT GIRLS JAPAN》
- 2024년 MBN 《현역가왕》 (한국예능 첫 출연)
- 2024년 MBN 《한일 가왕전》
- 2024년 MBN 《한일톱텐쇼》